# Aeroportul Constanza
Aeroportul Constanza (IATA: COZ, ICAO: MDCZ) este un aeroport din Constanza, República Dominicana⁠(d), La Vega⁠(d), Republica Dominicană ce deservește zona Constanza, República Dominicana⁠(d). Aeroportul a fost tranzitat în 2018 de 0 pasageri.
Situat la o altitudine de 1.205 m, aeroportul dispune de o singură pistă.